# Quatrième convention de Genève
Pour les articles homonymes, voir Convention de Genève.
Troisième convention de Genève Protocole I
La quatrième convention de Genève relative à la protection des personnes civiles en temps de guerre fait partie des quatre traités des conventions de Genève. Le traité est adopté en août 1949 et entre en vigueur en octobre 1950. Alors que les trois premières conventions règlent le sort des combattants, la quatrième se penche, pour la première fois, sur les protections humanitaires relatives aux civils présents sur une zone de guerre. En 2022, 196 États sont parties aux conventions de Genève, dont celle-ci et les trois précédentes.
En 1993, le Conseil de sécurité des Nations unies adopte un rapport émanant du secrétaire général et d'une commission d'experts qui ont conclu que les conventions de Genève font partie du droit international coutumier, ce qui signifie qu'elles s'appliquent même aux parties non signataires des conventions dès lors qu'elles s'engagent dans un conflit armé.

## Titre I: Dispositions générales

### Article 2: application de la Convention
L'article 2 dispose que la convention s'impose aux signataires à la fois pendant une guerre, un conflit armé non déclaré et l'occupation du territoire d'un pays tiers.

« En dehors des dispositions qui doivent entrer en vigueur dès le temps de paix, la présente Convention s'appliquera en cas de guerre déclarée ou de tout autre conflit armé surgissant entre deux ou plusieurs des Hautes Parties contractantes, même si l'état de guerre n'est pas reconnu par l'une d'elles.

La Convention s'appliquera également dans tous les cas d'occupation de tout ou partie du territoire d'une Haute Partie contractante, même si cette occupation ne rencontre aucune résistance militaire. »

Dans son commentaire sur cet article, Jean Pictet écrit :
« ces conventions sont considérées de moins en moins comme des contrats de réciprocité conclus en raison de l'intérêt national des Parties et de plus en plus comme des affirmations solennelles de principes respectés en raison de leur valeur propre, comme une série d'engagements inconditionnels de chacun des contractants vis-à-vis des autres. »

### Article 3: conflits de caractère non international
L'article 3 déclare que même si le conflit n'est pas à caractère international, les parties doivent appliquer des protections minimales aux non-combattants, aux « membres de forces armées qui ont déposé les armes et les personnes qui ont été mises hors de combat par maladie, blessure, détention » : ces personnes doivent être « en toutes circonstances, traitées avec humanité ». Certains actes sont prohibés, comme les violences, meurtres, mutilations, tortures et peines ou traitements cruels, prise d'otage, outrages à la dignité personnelle, les exécutions menées sans procès régulier.

### Article 4: définition des personnes protégées
L'article 4 définit les personnes protégées : celles « qui, à un moment quelconque et de quelque manière que ce soit, se trouvent, en cas de conflit ou d'occupation, au pouvoir d'une Partie au conflit ou d'une Puissance occupante dont elles ne sont pas ressortissantes ». La convention exclut explicitement les personnes ressortissantes d'un État qui n'est pas partie 

### Article 5: dérogations
L'article 5 prévoit que les droits d'une personne soient suspendus si elle se livre à « une activité préjudiciable à la sécurité de l'État » ; néanmoins, ces personnes « seront traitées avec humanité et, en cas de poursuites, ne seront pas privées de leur droit à un procès équitable et régulier ». L'interprétation habituelle de l'article 5 propose une portée très limitée.

## Titre II: Protection générale des populations contre certains effets de la guerre

### Article 13: champ d'application du titre II
« Les dispositions du présent Titre visent l'ensemble des populations des pays en conflit, sans aucune distinction défavorable, notamment de race, de nationalité, de religion ou d'opinions politiques et tendent à atténuer les souffrances engendrées par la guerre ». La liste des critères de distinction éventuels n'est pas exhaustive.

### Article 14: zones et localités sanitaires et de sécurité
L'article 14 prévoit la création d'espace « de sécurité organisés de manière à mettre à l'abri des effets de la guerre les blessés et les malades, les infirmes, les personnes âgées, les enfants de moins de quinze ans, les femmes enceintes et les mères d'enfants de moins de sept ans ».

### Article 15: zones neutralisées
Dans le prolongement de l'article 14, les parties au conflit peuvent établir des zones neutralisées « destinées à mettre à l'abri des dangers des combats », tant « les blessés et les malades, combattants ou non-combattants » que « les personnes civiles qui ne participent pas aux hostilités ».

### Article 16: blessés et malades, protection générale
L'article 16 affirme la protection particulière dont bénéficient les « blessés et les malades, ainsi que les infirmes et les femmes enceintes » et la nécessité de secourir les personnes tuées, blessées, naufragées et les « autres personnes exposées à un grave danger ».

### Article 17: évacuation
L'article 17 dispose que les parties doivent s'efforcer d'évacuer des zones de combat les blessés, malades, infirmes, vieillards, enfants et femmes en couches et assurer le libre passage des secours.

### Articles 18, 19 et 20 sur les hôpitaux civils
Les hôpitaux civils ne peuvent en aucun cas être attaqués ; les parties prennent l'engagement de doter ces infrastructures d'emblèmes distinctifs les rendant reconnaissables. Toutefois, l'article 19 prévoit que la protection d'un hôpital n'est plus assurée s'il sert à commettre « des actes nuisibles à l'ennemi ». L'article 20 affirme que le personnel soignant bénéficie de protections particulières.

## Titre III: Statut et traitement des personnes protégées

### Article 31: interdiction de la contrainte
Cet article défend d'exercer des contraintes sur les personnes protégées.

#### Article 32: interdiction de la torture et des sévices corporels
Les personnes protégées ne doivent en aucun cas subir « toute mesure de nature à causer soit des souffrances physiques, soit l'extermination des personnes protégées » ; les mesures concernées sont « le meurtre, la torture, les peines corporelles, les mutilations », ainsi que « les expériences médicales ou scientifiques non nécessitées par le traitement médical ».
Bien qu'il existe des débats dans la population sur la définition légale d'une torture, l'interdiction de peines corporelles simplifie la question en interdisant n'importe quelle forme de sévice physique. L'interdiction sur les expérimentations scientifiques est, en partie, motivée par les expérimentations médicales menées par les Allemands et les Japonais pendant la Seconde Guerre mondiale.

#### Article 33: responsabilité individuelle. Peines collectives. Pillage. Représailles
« Aucune personne protégée ne peut être punie pour une infraction qu'elle n'a pas commise personnellement. Les peines collectives, de même que toute mesure d'intimidation ou de terrorisme, sont interdites.

Le pillage est interdit.

Les mesures de représailles à l'égard des personnes protégées et de leurs biens sont interdites. »

Conformément aux conventions de Genève de 1949, les châtiments collectifs constituent un crime de guerre. Les rédacteurs du traité songeaient aux meurtres de représailles ayant cours pendant la Première Guerre mondiale et la Seconde Guerre mondiale. Pendant la Première Guerre, les Allemands ont exécuté des villageois belges à titre de châtiment de masse contre les activités des mouvements de résistance sous le viol de la Belgique. Pendant la Seconde Guerre mondiale, les armées allemande et japonaise appliquent des châtiments collectifs pour réprimer la résistance. Des localités entières sont tenues pour responsables des activités de résistance dans la région. Pour prévenir les représailles, les conventions réaffirment le principe de responsabilité individuelle. Dans les commentaires, le CICR énonce que les parties aux conflits s'appuient souvent sur « des mesures d'intimidation destinées à terroriser les populations » afin de prévenir des actes hostiles, mais cette pratiques ont frappé « sans discrimination coupables et innocents. Elles sont en opposition avec tous les principes fondés sur des considérations d'humanité et de justice ».
Le Protocole II de 1977 interdit explicitement les peines collectives. Toutefois, les États qui ont signé ce protocole sont moins nombreux que ceux qui reconnaissent la quatrième Convention. Cet article 33 est le plus fréquemment invoqué.

### Section III: territoires occupés
Les articles 47 et 48 imposent des obligations substantielles aux puissances occupantes. Les occupants, à qui incombent de nombreux devoirs pour le bien-être général des habitants sur un territoire occupé, n'ont pas le droit de procéder par la force à la déportation des personnes protégées ni celui de transférer leur propre population sur les territoires occupés.

#### Article 49: déportations, transferts, évacuations
L'article 49 interdit « les transferts forcés, en masse ou individuels, ainsi que les déportations de personnes protégées » ; toutefois, les évacuations sont possibles à l'intérieur du territoire occupé. En outre, l'occupant ne peut « procéder à la déportation ou au transfert d'une partie de sa propre population civile dans le territoire occupé par elle ».
L'expression « déportation de sa propre population » est généralement interprétée comme l'expulsion de ressortissants étrangers, alors que l'expulsion par un pays de ses propres ressortissants est appelée extradition, bannissement ou exil. Si la déportation affecte des groupes ethniques, on peut parler de transfert de population. Le CICR communique l'avis que « le droit international humanitaire interdit la fondation de colonies, car il s'agit d'un transfert de population dans des territoires occupés ». Toutefois, l'interprétation du CICR n'a pas force de loi en droit international et l'article 49 ne formule pas l'interdiction explicite des transferts volontaires ; il porte sur les transferts involontaires et les actes comparables.

#### Article 53: destructions interdites
L'article 53 interdit la destruction « des biens mobiliers ou immobiliers, appartenant individuellement ou collectivement à des personnes privées, à l'Etat ou à des collectivités publiques, à des organisations sociales ou coopératives ».
Dans le commentaire de la convention, Jean Pictet note :

« Portée de la disposition

Il y a lieu de relever, pour dissiper tout malentendu sur la portée de cet article, qu'il n'assure pas aux biens visés une protection générale, la Convention se bornant à organiser ici la protection en territoire occupé. Le champ d'application est donc limité aux seules destructions du fait de la Puissance occupante. Rappelons que l'article 23, lettre g, précité, du Règlement de La Haye, a interdit la destruction sans nécessité de propriétés ennemies ; placé dans la section intitulée « des hostilités », ce texte couvre l'ensemble des biens se trouvant sur les territoires impliqués dans une guerre ; il a donc une portée d'application plus étendue que la présente disposition, qui concerne seulement les biens situés en territoire occupé. »

#### Article 78: mesures de sécurité. Internement et résidence forcée. Droit d'appel
L'article 78 traite de l'internement et autorise les puissances occupantes, « pour d'impérieuses raisons de sécurité » d'imposer aux personnes protégées une résidence forcée ou leur internement. L'article ne permet pas à l'occupant de prendre des mesures collectives : chaque cas doit être examiné séparément.

## Titre IV: exécution de la Convention
Cette partie traite des « prescriptions diplomatiques ou protocolaires que l'on a coutume de placer à la fin de toute convention internationale et qui fixent les modalités de son entrée en vigueur ».